# Ладлоу (Илиноис)
Ладлоу (енгл. Ludlow) град је у америчкој савезној држави Илиноис.

## Демографија
По попису из 2010. године број становника је 371, што је 47 (14,5%) становника више него 2000. године.
| Група             | 2000.       | 2010.       |
| Белци             | 313 (96,6%) | 344 (92,7%) |
| Афроамериканци    | 8 (2,5%)    | 5 (1,3%)    |
| Азијати           | 0 (0,0%)    | 9 (2,4%)    |
| Хиспаноамериканци | 1 (0,3%)    | 1 (0,3%)    |
| Укупно            | 324         | 371         |